# ヨシプ・シムニッチ
ヨシプ・シムニッチ（Josip Šimunić, 1978年2月18日 - ）は、オーストラリア・キャンベラ出身の元クロアチア代表サッカー選手、現サッカー指導者。ポジションはDF。

## 選手経歴

### クラブ
ユーゴスラビア社会主義連邦共和国内のボスニア・ヘルツェゴビナ社会主義共和国にあるFojnicaからオーストラリアへ移住したクロアチア系ボスニア人家族の下でキャンベラに生まれたシムニッチは、ユース時代にオーストラリア国立スポーツ研究所でトレーニングを積みながら、10代の頃にメルボルン・ナイツFC（en）のトップチームと契約し、加入1季目の1995-96シーズンにリーグ優勝を経験した。1998年にハンブルガーSVと契約する前の1996-97シーズンに初得点を挙げ、14試合3得点を記録した。

#### ドイツ
ハンブルガー
1998年5月2日のボルシア・ドルトムント戦でヤツェク・デンビニスキ（en）と代わり84分から初出場を飾るも、ハンブルガーでの生活はリザーブチームでの出場が主となり、トップチームでは僅か8試合にとどまった。
ヘルタBSC
バンブルガーのフランク・パーゲルスドルフ（de）監督の構想外となったため、2000-01シーズンにヘルタ・ベルリンと契約。翌2001-02シーズンから負傷した時期を除き定位置を確保し、2006年12月2日にアウェイのヴェルダー・ブレーメン戦で移籍後初得点を記録した。また、2008-09シーズンでは、VfLヴォルフスブルクに並ぶリーグ年間最少失点3位タイの41失点に抑え、シーズンを4位で終えることに貢献したことで2004-05シーズン以来となるキッカー選定の年間最優秀DF賞に選出された。ヘルタ・ベルリンでの9季でリーグ戦に222試合に出場し、時折UEFAカップに顔を出した。
ホッフェンハイム
2009年6月30日に移籍金700万ユーロでTSG1899ホッフェンハイムと3年契約を締結。加入1季目は、ヘルタ・ベルリン時代と同様に主力選手としてプレイしていたが、2季目に負傷してからは散発的な出場となった。その状況に不満を持ち2011年3月に練習参加を停止となったが、数日後に練習に復帰した。

#### ディナモ・ザグレブ
2011年8月31日にNKディナモ・ザグレブと2年契約を締結。スタディオン・ポリュドで行われたハイドゥク・スプリトとのヴィエチュニ・デルビという重要な一戦で初出場を飾ったものの、以降は負傷やトネル、レアンドロ・クフレ、イゴール・ビシュチャン、ドマゴイ・ヴィダとの激しい先発争いから、1季目のリーグ戦出場が11試合にとどまった。スタッド・ジェルランでのオリンピック・リヨン戦でUEFAチャンピオンズリーグ初出場を飾った。同シーズンのクラブはリーグと国内カップの2冠を達成した。2季目になると序盤戦からセンターバックとしての地位を確立し、UEFAチャンピオンズリーグ 2012-13でも主力選手としてグループリーグ敗退するまでの全6試合先発フル出場を果たした。また、2013年1月11日からGKのイヴァン・ケラヴァ（en）に代わり主将に就任した。

### 代表
オーストラリアに生まれたため、オーストラリア代表でプレイする資格を有していたものの、クロアチア人の両親の国でプレイすることを選択。2001年10月にクロアチア国籍を取得し、11月10日に韓国との親善試合でクロアチア代表初出場を飾った。その後、2002 FIFAワールドカップ・ヨーロッパ予選で出場することはなかったが、イゴール・トゥドールの負傷離脱によりミルコ・ヨジッチ（en）監督の下で本大会の一員に選出され、グループリーグ全3試合に出場した。2003年9月6日にUEFA EURO 2004予選のアンドラ戦（3-0勝利）で初得点を記録した。
UEFA EURO 2004、2006 FIFAワールドカップ、UEFA EURO 2008の一員にも選出され、2006年のFIFAワールドカップでは、グループリーグ最終戦のオーストラリア戦で61分にイエローカード2枚目を提示されたことから退場となるはずだったが、グラハム・ポール主審から試合終了3分前のタックルにより、3枚目のイエローカードに続きレッドカードを提示され退場となった。その後の調査でポール主審が"オーストラリアの3番"（クレイグ・ムーア）と誤って書き留めていたことが判明した 。
2009年10月11日に同僚のイヴィツァ・クリジャナツとホテルで飲酒したとして2010 FIFAワールドカップ・ヨーロッパ予選のカザフスタン戦前に代表から外された。同件に対しシムニッチは否定し、11月のルクセンブルク戦で復帰した。
2013年2月6日に韓国との親善試合でスティペ・プレティコサとダリヨ・スルナと共に代表通算出場100試合目を達成した。
2013年11月19日、2014 FIFAワールドカップ・ヨーロッパ予選プレーオフ・セカンドレグでアイスランドに勝利したあと、ファシズムを想起させるチャント（ザ・ドム・スプレムニ）を行ったとして、クロアチア検察当局から3200ユーロの罰金を科せられた。FIFAからもこの行為に対し公式戦10試合の出場停止と3万スイスフランの罰金が科せられ、シムニッチは2014 FIFAワールドカップへの出場資格を失った。

## 指導者経歴
2015年9月22日、アンテ・チャチッチ率いるクロアチア代表のアシスタントコーチに就任したが、2017年10月にチャチッチの解任に伴ってシムニッチも辞任した。
2019年5月10日、U-19クロアチア代表の監督に就任。

## 代表歴

### 出場大会
- クロアチア代表
  - 2002 FIFAワールドカップ
  - 2006 FIFAワールドカップ

### 試合数
- 国際Aマッチ 105試合 3得点（2001年-2013年）[17]

| クロアチア代表 | 国際Aマッチ | 国際Aマッチ |
| 年             | 出場        | 得点        |
| -------------- | ----------- | ----------- |
| 2001           | 2           | 0           |
| 2002           | 8           | 0           |
| 2003           | 9           | 1           |
| 2004           | 13          | 1           |
| 2005           | 8           | 1           |
| 2006           | 9           | 0           |
| 2007           | 9           | 0           |
| 2008           | 11          | 0           |
| 2009           | 6           | 0           |
| 2010           | 8           | 0           |
| 2011           | 9           | 0           |
| 2012           | 7           | 0           |
| 2013           | 6           | 0           |
| 通算           | 105         | 3           |

## タイトル
- NKディナモ・ザグレブ

プルヴァHNL：1回 (2013-14)

## エピソード
センターバックにもかかわらず素晴らしい技術を持つ選手として知られ、代表での同僚ニコ・クラニチャールは、練習でのシムニッチはまるでロナウジーニョのようなフェイントを披露すると語っている。